# Simone Jäiser
Simone Christine Jäiser (* 24. Oktober 1986 in Zürich) ist eine ehemalige Schweizer Einzel-Voltigiererin. Sie gewann in Aachen bei den FEI Europameisterschaften 2015 den Titel in der Einzelwertung der Damen.

## Werdegang

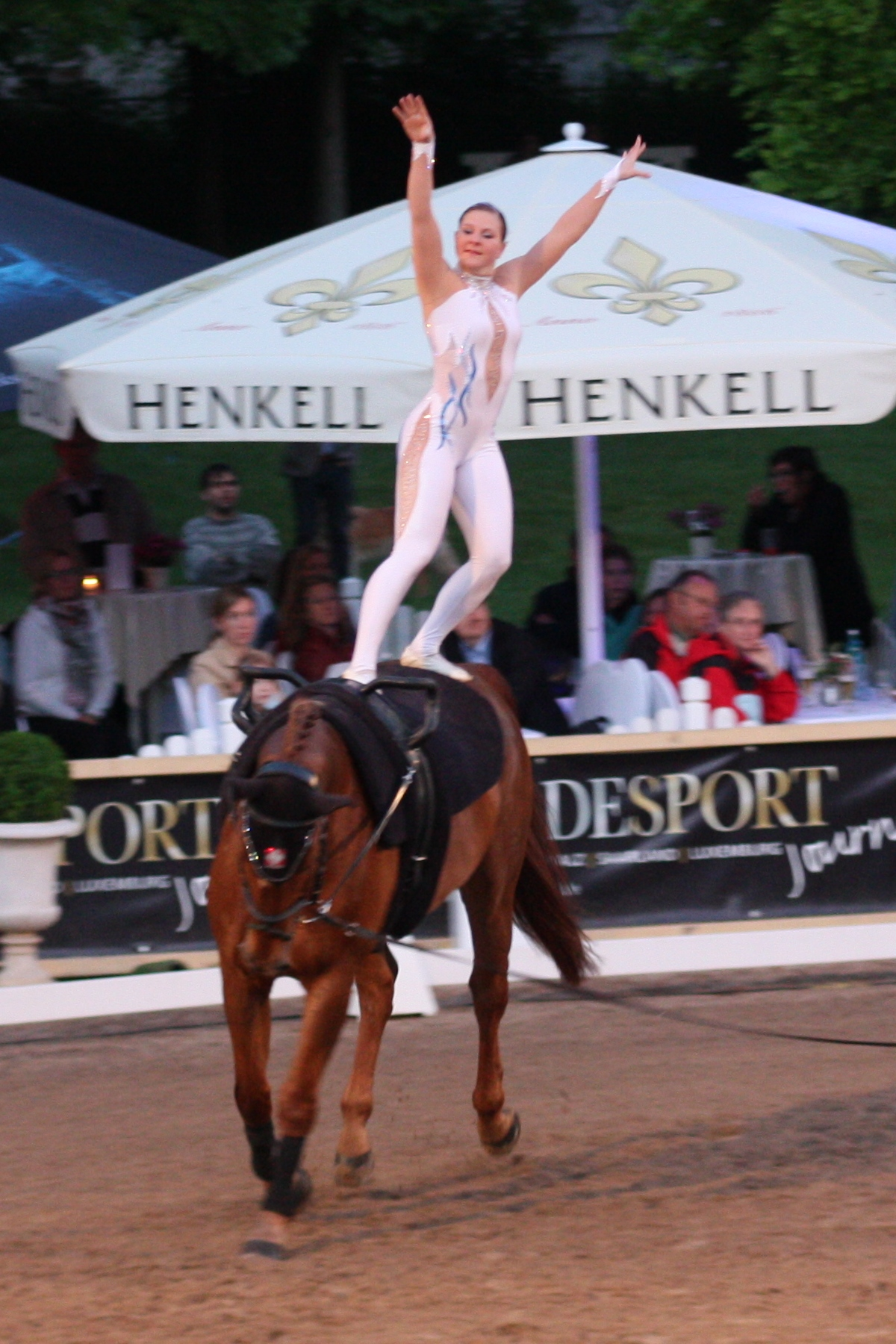
Simone Jäiser auf Luk, CVI 3* Wiesbaden 2013

Seit ihrem vierten Lebensjahr übt Simone Jäiser den Voltigiersport aus. Im damals noch kleinen Voltige-Club Harlekin im zürcherischen Freudwil gehörte sie   bald der ersten Mannschaft an.  Mit dieser gewann sie mehrere nationale und internationale Wettkämpfe. 2003 sprang sie bei der Voltigegruppe St.Gallen kurzfristig ein, um an der Europameisterschaft in Saumur (Frankreich) teilzunehmen, wo sie ihre erste Team-Championatsmedaille (Silber) im Team erreichte.
Seit 2000 startet Jäiser international als Einzelvoltigiererin. Nach mehreren vierten Plätzen an internationalen Championaten erreichte sie an der Weltmeisterschaft in Caen (Frankreich) ihre erste Championatsmedaille (Bronze). Mit dem Europameister-Titel 2015 in Aachen wurde Jäiser die erste Schweizerin, die eine Gold-Medaille bei einer Europameisterschaft erreichte. Sie galt als international erfolgreichste Voltigiererin der Schweiz.
Simone Jäiser beendete ihre Laufbahn als aktive Voltigiererin im März 2016 mit einem Sieg beim Finale des Voltigier-Weltcups beim Westfalenhallen-Reitturnier in Dortmund.
Bereits von Ende ihrer eigenen Sportlerkarriere war sie im von ihrer Mutter Rita Blieske mitgegründeten Voltige-Club Harlekin aktive Trainerin und Trainerin von mittlerweile über 100 aktiven Voltigierern.
Abseits des Voltigiersports ist Jäiser als gelernte Kauffrau seit 2010 Unternehmerin und führt zusammen mit ihrem Partner ein Handelsunternehmen für Pferdetransporter.

## Erfolge
Soweit nicht anders angegeben handelt es sich bei den Ergebnissen um Erfolge als Einzelvoltigiererin.

### Weltmeisterschaften

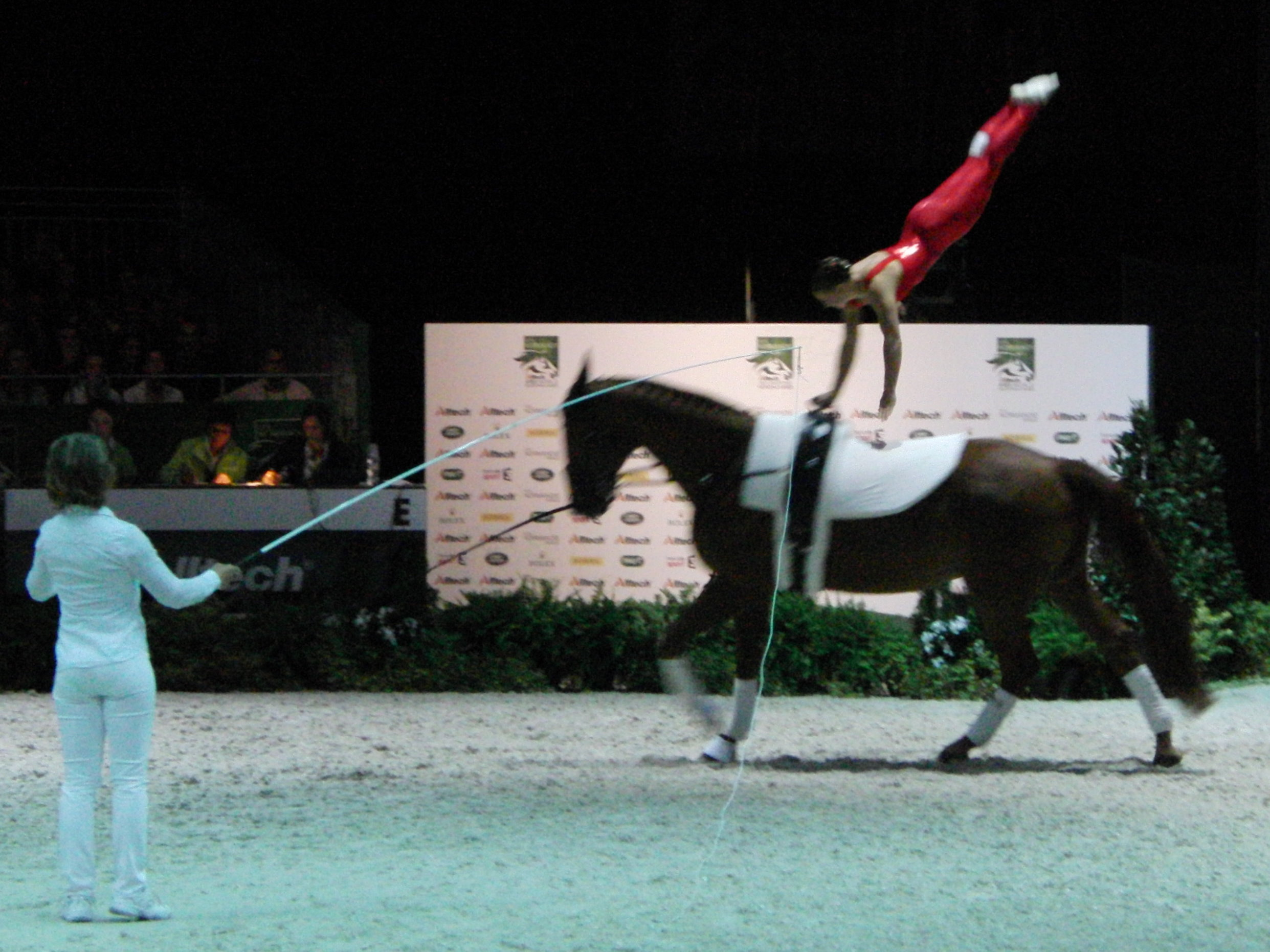
Simone Jäiser bei den Weltreiterspielen 2014

- 2014, Caen (FRA) Bronze auf Luk mit Rita Blieske
- 2012, Le Mans (FRA): 4. Platz auf Luk mit Rita Blieske
- 2012, Le Mans (FRA): 7. Platz im Pas-de-deux zusammen mit Giulia Agthe auf Pady de Jean Bel mit Rita Blieske
- 2010, Lexington KY (USA): 14. Platz auf Luk mit Margrit Blieske
- 2008, Brno (CZE): 15. Platz
- 2004, Stadl-Paura (AUT): 2. Rang mit Team St. Gallen auf Dyrakel Dix mit Annemarie Gebs Jun.

### Europameisterschaften
- 2015, Aachen (GER): Gold auf Luk mit Rita Blieske
- 2013, Ebreichsdorf (AUT): 4. Platz auf Luk mit Rita Blieske
- 2011, Le Mans (FRA): 4. Platz auf Luk mit Rita Blieske
- 2011, Le Mans (FRA): 9. Platz im Pas-de-deux zusammen mit Giulia Agthe auf Landolin le Grand mit Rita Blieske[2]
- 2009, Bökeberg (SWE): 11. Rang auf Figaro mit Monika Bischofberger[3]
- 2003, Saumur (FRA): 2. Rang mit Team St. Gallen auf Le Grand mit Annemarie Gebs Jun.

### Weltcup
FEI-Vaulting-Worldcup 2015/2016
- 2. Rang CVI-W Salzburg (AUT) auf Luk mit Rita Blieske
- 1. Rang CVI-W Madrid (ESP) auf Simbal mit Diane Rose Fraser
- 1. Rang CVI-W Weltcupfinale Dortmund (GER) auf Luk mit Rita Blieske

FEI-Vaulting-Worldcup 2014/2015
- 2. Rang CVI-W Weltcupfinale Graz (AUT) auf Luk mit Rita Blieske
- 1. Rang CVI-W Leipzig (GER) auf Luk mit Rita Blieske
- 2. Rang CVI-W Salzburg (AUT) auf Luk mit Rita Blieske
- 2. Rang CVI-W München (GER) auf Luk mit Rita Blieske

FEI-Vaulting-Worldcup 2013/2014:
- 2. Rang CVI-W Weltcupfinale Bordeaux (FRA) auf Luk mit Rita Blieske
- 2. Rang CVI-W Leipzig (GER) auf Luk mit Rita Blieske
- 2. Rang CVI-W Salzburg (AUT) auf Luk mit Rita Blieske
- 2. Rang CVI-W München (GER) auf Luk mit Rita Blieske

FEI-Vaulting-Worldcup 2012/2013:
- 2. Rang CVI-W Weltcupfinale Braunschweig (GER) auf Luk mit Rita Blieske
- 1. Rang CVI-W Bordeaux (FRA) auf Luk mit Rita Blieske
- 2. Rang CVI-W Leipzig (GER) auf Luk mit Rita Blieske[3]
- 3. Rang CVI-W Salzburg (AUT) auf Luk mit Rita Blieske[4]

FEI-Vaulting-Worldcup 2011/2012:
- 2. Rang CVI-W München (GER) auf Luk mit Rita Blieske[5]
- 6. Rang CVI-W Salzburg (AUT) auf Luk mit Rita Blieske[6]

FEI-Vaulting-Worldcup 2010/2011:
- 5. Rang CVI-W Weltcupfinale Leipzig (GER) auf Luk
- 1. Rang CVI-W Salzburg (AUT) auf Luk mit Rita Blieske[7]

### Schweizermeisterschaft
Simone Jäiser war sechs Mal (2015, 2014, 2013, 2012, 2011, 2009) Schweizer Meisterin im Einzelvoltigieren der Damen.
Weitere Platzierungen Schweizermeisterschaft:
- 2010 in Müntschemier: 2. Rang mit Luk
- 2009 in Fehraltorf: 3. Rang als Trainerin und Longenführerin des Teams Harlekin Junioren 2
- 2006 in Rüti ZH: 1. Rang mit dem Team St. Gallen auf Le Grand mit Annemarie Gebs Jun.
- 2004 in Chevenez: 4. Rang auf Tarzan mit Rita Blieske
- 2003 in Arnegg: 3. Rang auf Maraschino mit Rita Blieske
- 2002 in Turbenthal: 3. Rang mit Team Harlekin auf Romanoff Z mit Rita Blieske
- 2001 in Fehraltorf: 10. Rang auf Bonheur mit Rita Blieske
- 2000 in Avenches: 12. Rang auf Lantano mit Rita Blieske

### Weitere Erfolge
2015
- 1. Rang Masterclass CVI*** Wiesbaden (GER) auf Luk mit Rita Blieske
- 1. Rang CVI*** Bern (SUI) auf Luk mit Rita Blieske
- 1. Rang CVI*** Moorsele (BEL) auf Luk mit Rita Blieske
- 1. Rang CVI*** Fosalto di Portogruaro (ITA) auf Luk mit Rita Blieske
- 3. Rang CVI*** Doha (QAT) auf For Ever du Chalet mit Rita Blieske

2014
- 3. Rang CVIO*** Aachen (GER) auf Luk mit Rita Blieske
- 1. Rang CVI*** Strasbourg (FRA) auf Luk mit Rita Blieske
- 2. Rang CVI*** Fosalto di Portagruaro (ITA) auf Luk mit Rita Blieske
- 1. Rang CVI*** Doha (QAT) auf Luk mit Rita Blieske

2013
- 1. Rang CVI*** Budapest (HUN) auf Luk mit Rita Blieske
- 1. Rang Masterclass CVI*** Wiesbaden (GER) auf Luk mit Rita Blieske
- 1. Rang CVI*** Strasbourg (FRA) auf Luk mit Rita Blieske

2012
- 3. Rang CVI*** Casale Sul Sile (ITA) auf Luk
- 2. Rang CVI*** Dornbirn (AUT) auf Luk
- 1. Rang CVN** Biel auf Luk
- 1. Rang CVI*** Strasbourg (FRA) auf Luk
- 3. Rang Masterclass CVI*** Wiesbaden (GER) auf Luk
- 1. Rang CVN** Uster auf Luk
- 3. Rang CVI*** Aachen (GER) auf Luk
- 1. Rang CVN** Gossau auf Luk

2011
- 1. Rang CVN Interlaken auf Luk
- 1. Rang CVN Deitingen auf Luk
- 1. Rang CVN Rüti auf Quick Asborne Z
- 2. Rang CVI** Massenhoven (BEL) auf Luk

2010
- 1. Rang CVN Henau auf Luk
- 1. Rang CVN Biel auf Luk
- 2. Rang CVI-A**  Dornbirn (AUT) auf Luk
- 2. Rang CVI** Lido di Jesolo (ITA) auf Luk
- 1. Rang Voltigier Trophy Süd Offenburg (DE) mit Team Lütisburg auf Figaro mit Monika Bischofberger

2009
- 3. Rang CVI** Master Class Kiel (DE) auf Gatsby mit Ruth Jückstöck
- 3. Rang CVI** Ermelo (NED) auf Apriso mit Rita Blieske

2003
- 3. Rang CVI** Stadl-Paura kleiner Final auf Marschino mit Rita Blieske